# Kihoku, Ehime
Kihoku (japanska: 鬼北町?, Kihoku-chō) är en landskommun (köping) i Ehime prefektur i Japan. 